# Jorge Ocampo
Jorge Valente Ocampo Ortega (nacido en León, Guanajuato México el 24 de octubre de 1989). Es un futbolista mexicano que juega como centrocampista.

## Trayectoria
Jorge Valente Ocampo Ortega nació en León, Guanajuato, debutando en el año 2007 en la Tercera División del equipo Cachorros de León, de ahí pasó al Unión de Curtidores y jugar finalmente con el Celaya FC.
Se desempeña como mediocampista con buen toque y manejo de pelota y condiciones para el disparo de media distancia, recordando aquel gol que le realizó a los naranjas en la ida de los cuartos de final en tiro libre directo, culminó la campaña anterior actuando como jugador de ofensiva, de gran físico y mucha entrega en el campo.
Será en el “mercado de piernas” el próximo seis de junio cuando la propia Liga MX lo haga oficial, siendo refuerzo para Correcaminos para el próximo Apertura 2013.

### Clubes
| Club                     | País                | Año             | Partidos | Goles | Media |
| ------------------------ | ------------------- | --------------- | -------- | ----- | ----- |
| Club León                | México              | 2009            | 0        | 0     | 0     |
| Unión de Curtidores      | México              | 2009-2010       | 27       | 2     | 0.07  |
| Celaya Fútbol Club       | México              | 2011-2013       | 54       | 7     | 0.13  |
| Correcaminos de la UAT   | México              | 2013-2015       | 38       | 7     | 0.18  |
| Cafetaleros de Tapachula | México              | 2015            | 8        | 0     | 0     |
| Lobos BUAP               | México              | 2016-2017       | 7        | 0     | 0     |
| Total en su carrera      | Total en su carrera | 2009 - Presente | 134      | 16    | 0.12  |

Estadísticas
| Club                              | Temporada           | Liga | Liga | Copas Nacionales * | Copas Nacionales * | Copas Internacionales ** | Copas Internacionales ** | Total | Total |
| Club                              | Temporada           | PJ   | G    | PJ                 | G                  | PJ                       | G                        | PJ    | G     |
| --------------------------------- | ------------------- | ---- | ---- | ------------------ | ------------------ | ------------------------ | ------------------------ | ----- | ----- |
| Club León · México                | 2009                | 0    | 0    | 0                  | 0                  | 0                        | 0                        | 0     | 0     |
| Club León · México                | Total               | 0    | 0    | 0                  | 0                  | 0                        | 0                        | 0     | 0     |
| Unión de Curtidores · México      | 2009/10             | 22   | 2    | 5                  | 0                  | 0                        | 0                        | 27    | 2     |
| Unión de Curtidores · México      | Total               | 22   | 2    | 5                  | 0                  | 0                        | 0                        | 27    | 2     |
| Celaya Fútbol Club · México       | 2010/11             | 0    | 0    | 4                  | 0                  | 0                        | 0                        | 4     | 0     |
| Celaya Fútbol Club · México       | 2011/12             | 14   | 0    | 0                  | 0                  | 0                        | 0                        | 14    | 0     |
| Celaya Fútbol Club · México       | 2012/13             | 28   | 5    | 8                  | 2                  | 0                        | 0                        | 36    | 7     |
| Celaya Fútbol Club · México       | Total               | 42   | 5    | 12                 | 2                  | 0                        | 0                        | 54    | 7     |
| Correcaminos de la UAT · México   |                     |      |      |                    |                    |                          |                          |       |       |
| 2013/14                           | 6                   | 2    | 5    | 1                  | 0                  | 0                        | 11                       | 3     |       |
| 2014/15                           | 19                  | 1    | 8    | 3                  | 0                  | 0                        | 27                       | 4     |       |
| Total                             | 25                  | 3    | 13   | 4                  | 0                  | 0                        | 38                       | 7     |       |
| Cafetaleros de Tapachula · México | 2015                | 4    | 0    | 4                  | 0                  | 0                        | 0                        | 8     | 0     |
| Cafetaleros de Tapachula · México | Total               | 4    | 0    | 4                  | 0                  | 0                        | 0                        | 8     | 0     |
| Total en su carrera               | Total en su carrera | 91   | 10   | 30                 | 6                  | 0                        | 0                        | 127   | 16    |

## Palmarés

### Títulos nacionales
| Título             | Club       | País   | Año  |
| ------------------ | ---------- | ------ | ---- |
| Ascenso MX         | Lobos BUAP | México | 2017 |
| Campeón de Ascenso | Lobos BUAP | México | 2017 |